# Filippo Crimì
Filippo Crimì (Arzignano, 24 novembre 1987) è un politico italiano del Partito Democratico.

## Biografia
Diplomato al liceo scientifico e al conservatorio "A. Pedrollo" in violino si laurea nel 2012 in medicina.
In occasione delle primarie di coalizione "Italia, Bene Comune" del 2012 diviene coordinatore del comitato "Vicenza per Matteo Renzi". Per le elezioni politiche del 2013 viene inserito nella lista per la Camera dei Deputati del collegio Veneto 1, a seguito alle consultazioni primarie in cui aveva ottenuto 2154 preferenze tra Vicenza e provincia.
Nel dicembre 2024 è stato eletto presidente dell'Ordine dei Medici Chirurghi e Odontoiatri della Provincia di Padova.